# Districte municipal de Šakiai
El districte municipal de Šakiai (en lituà, Šakių rajono savivaldybė) és un dels 60 municipis de Lituània, situat dins el comtat de Marijampolė, i que forma part de la regió de Suvalkija. La capital del municipi és la ciutat Šakiai.

## Seniunijos del districte municipal de Šakiai
- Barzdų seniūnija (Barzdai)

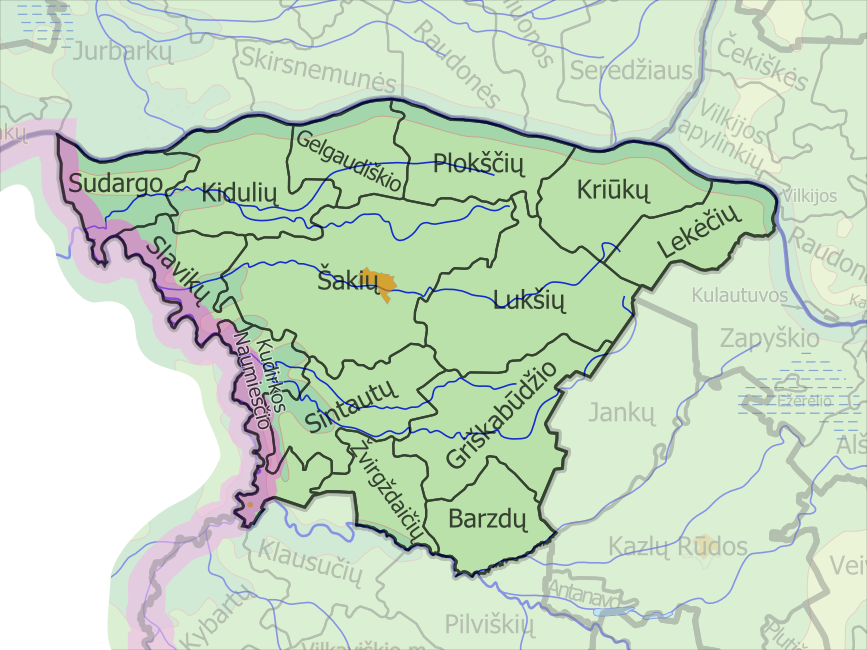
Seniunijos del districte municipal de Šakiai

- Gelgaudiškio seniūnija (Gelgaudiškis)
- Griškabūdžio seniūnija (Griškabūdis)
- Kidulių seniūnija (Kiduliai)
- Kriūkų seniūnija (Kriūkai)
- Kudirkos Naumiesčio seniūnija (Kudirkos Naumiestis)
- Lekėčių seniūnija (Lekėčiai)
- Lukšių seniūnija (Lukšiai)
- Plokščių seniūnija (Plokščiai)
- Sintautų seniūnija (Sintautai)
- Slavikų seniūnija (Slavikai)
- Sudargo seniūnija (Sudargas)
- Šakių seniūnija (Šakiai)
- Žvirgždaičių seniūnija (Žvirgždaičiai)